# Jinpachi Mishima
Jinpachi Mishima (三島 仁八) is een personage uit de computerspelserie Tekken.
Jinpachi, de oprichter van de Mishima Zaibatsu is een gewone man met een gelukkig gezin. Hij heeft een normaal bedrijf en een gelukkig leven. Alleen zijn zoon  Heihachi is erg agressief en wanneer hij 25 jaar is, laat hij zijn vader opsluiten omdat hij te zachtaardig zou zijn voor Heihachi's zoon Kazuya en omdat Heihachi van de Mishima Zaibatsu een militair bedrijf wil maken. Vijftig jaar lang zit hij gevangen en hij overlijdt van ouderdom.
Toch wordt zijn lichaam in beslag genomen door de Devil. Nadat Heihachi's huis tijdens een gevecht tussen Jin en Kazuya en Heihachi een bouwval is geworden (zie Jins biografie), ontsnapt Jinpachi en wordt hij een tegenstander bij de King of Iron Fist Tournament 5.
Jinpachi Mishima was niet speelbaar in de PlayStation 2-versies van Tekken 5, noch in de PlayStation Portable versie Tekken 5: Dark Resurrection. Uiteindelijk werd hij wel speelbaar in de PlayStation 3-versie van Tekken 5: Dark Resurrection.